# チャン・ウンスク
チャン・ウンスク（張 銀淑、장 은숙、1957年5月2日 - ）は、大韓民国・ソウル特別市出身の歌手。日本での旧芸名はチャン・スー。テイチクレコード所属。

## 経緯
1977年、韓国のテレビ番組番組「スター誕生」に出演しグランプリを獲得しデビュー。1978年発売の「踊りましょう （춤을 추어요）」が50万枚の大ヒットを記録、2枚目のアルバム「あなたの初恋 （당신의 첫사랑）」も40万枚のヒットを記録。その後は、歌手のほかに女優、タレントなどとして幅広く活動。
1995年、「無情のかけら」で日本デビュー。その年の第28回日本有線大賞で新人賞を受賞。
1999年、芸名をチャン・スーに改めてテイチクレコードに移籍。
2009年、芸名を本名のチャン・ウンスクに戻した。
2010年には、ソウル観光大使、2011年には、山清郡観光大使に任命された。
2013年、KBSTV小説「少女サムセン」の主題歌「風が吹く（바람이 분다）」を歌う。

## ディスコグラフィ

### アルバム （韓国）
- 「チャン・ウンスクゴールデン （장은숙 골든앨범）」（1977年）
- 「花のように鳥のように （꽃처럼 새처럼）」（1978年）
- 1集 「踊りましょう （춤을 추어요）」（1978年3月20日）
  - 「忘れない （못잊어）」
- 2集 「あなたの初恋 （당신의 첫사랑）」（1978年11月20日）
- 3集 「가요로 엮은 회심곡」（1979年5月）
- 「チャン・ウンスク ヒットコレクション （장은숙 힛트곡 모음）」（1979年9月15日）
- 4集 「チャン・ウンスク 第四集 （장은숙 제4집）」（1979年12月）
- 5集 「チャン・ウンスク 第五集 （장은숙 제5집）」（1980年9月10日）
  - 「愛 （사랑）」
- 「チャン・ウンスク ゴールデンデラックス （장은숙 골든 디럭스）」（1981年5月1日）
- 「待ってる心 （기다리는 마음」（1982年2月1日）
- 「83 張銀淑」（1983年9月30日）
- 「去るひと （떠나는 남자）」（1985年5月30日）
- 「失われた歳月 （잃어버린 세월）」（1991年6月15日）
- 「10年ぶりの外出 （10년만의 외출）」（2006年3月10日）
- 「風が吹く （바람이 분다）」（2013年5月21日）

### シングル（日本）
- 無情のかけら（1995年9月1日）
- 平和な日々 ～but I say good bye～（1996年10月25日）
- なんや知らんけど（1999年6月23日）
- 運命の主人公（2000年8月23日）
- ジェラスムーン（2002年3月21日）
- 青いカナリア（2003年3月19日）
- 木曜日の女（2003年11月21日）
- ラ・ヴィ・アン・ローズ（2004年8月25日）
- 昼顔（2005年8月24日）
- めぐりあい（2006年6月21日）
- チェビ－燕－（2007年6月6日）
- Candle In The Wind（2008年4月2日）
- 零下52度（2008年9月1日）
- 覚悟次第（2009年3月25日）
- 硝子のピアス（2009年10月21日）
- 横浜が泣いている（2010年9月29日）
- 涙の河を渡れない（2011年7月20日）
- 赤坂レイニーブルー（2012年5月23日）
- 懺悔のブルース（2013年5月29日）
- 泣きまね（2014年5月21日）
- 涙のエアターミナル（2015年5月20日）
- 幸せの場所（2016年4月20日）
- 別れの朝に（2017年5月17日）